# Atol Egmont

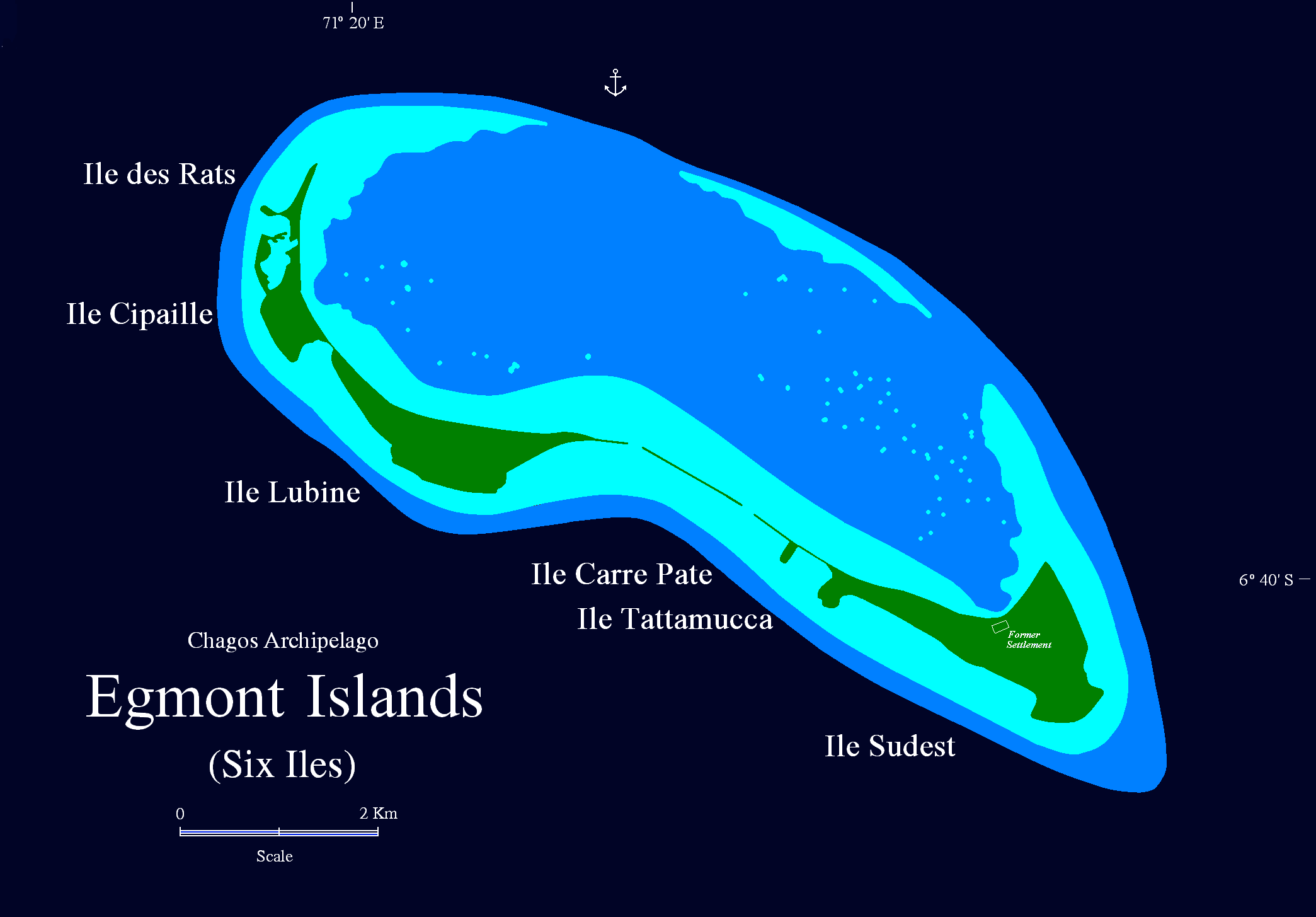
Mapa de l'atol Egmont o Six Iles

L'atol Egmont, conegut també amb el nom de six iles (sis illes), és un atol de l'arxipèlag de les Txagos.

## Particularitats
Aquest petit atol havia estat habitat des del segle xviii per un petit grup de gent, els Ilois, que tenien cura de les plantacions de cocoters. Aquests però foren expulsats a la segona meitat del segle xx.
Actualment està deshabitat i només és visitat ocassionalment per qualque iot, que aprofiten de les aigües calmes de la llacuna durant la travessa de l'oceà Índic.
Totes les illes d'aquest l'atol es troben a la part meridional de l'escull. Aquestes són:
1. Île Sud-Est
2. Île Takamaka
3. Île Carre Pate o Carpate
4. Île Lubine
5. Île Cipaye o Sipaille
6. Île aux Rats